# 응원가
응원가(fight song)는 스포츠 경기에서, 선수들의 사기를 북돋우고 팀의 승리를 기원하며 부르는 노래이다.

## 축구 국가대표팀 응원가

### 대한민국
- 아리랑

### 아일랜드
- 필즈 어브 아덴라이

## 같이 보기
- 교가
- 스포츠 앤섬
- 주제가